# Ли, Билл (губернатор)
Уи́льям Ба́йрон Ли (англ. William Byron «Bill» Lee; род. 9 октября 1959, Франклин, Теннесси) — американский предприниматель и политик, представляющий Республиканскую партию. Губернатор штата Теннесси (с 2019).

## Биография
Окончил Обернский университет, получив степень бакалавра наук в инженерном деле. Занимал должности президента и генерального директора семейной Lee Company.

### Выборы 2018 года
6 ноября 2018 года одержал убедительную победу на губернаторских выборах в Теннесси с результатом 59 %, опередив на 20 % демократа Карла Дина.
В ходе предвыборной кампании одной из тем стали религиозные убеждения кандидатов. Дин в случае победы оказался бы первым католиком на посту губернатора Теннесси, но он, в отличие от своего оппонента, не сделал акцента на вопросе конфессиональной принадлежности. Билл Ли является прихожанином консервативной евангелистской христианской общины, расположенной в отдалённой местности округа Уильямсон и принадлежащей к неденоминационной ассоциации Часовня на Голгофе.

### Выборы 2022 года
На всеобщих выборах 8 ноября 2022 года был переизбран на второй срок, получив 1 129 390 голосов (64,9 %) против 572 818 голосов (32,9 %) кандидата от Демократической партии Джейсона Мартина.